# Brass Commandments
Brass Commandments er en amerikansk stumfilm fra 1923 af Lynn Reynolds.

## Medvirkende
- William Farnum som Stephen 'Flash' Lanning
- Wanda Hawley som Gloria Hallowell
- Tom Santschi som  Campan
- Claire Adams som Ellen Bosworth
- Charles Le Moyne som Dave De Vake
- Joe Rickson som Tularosa
- Lon Poff som Slim Lally